# Кузовлева, Татьяна Витальевна
Татья́на Вита́льевна Ку́зовлева (род. 10 ноября 1939, Москва) — русский поэт, переводчик, публицист. Член Союза писателей СССР (1966-1991),  Союза писателей Москвы (с 1992), главный редактор литературного журнала Кольцо «А» (1993-2013), Секретарь Союза писателей Москвы, член Русского ПЕН-центра, редакционного совета журнала «Юность», русскоязычного еженедельника «Панорама» (Лос-Анджелес, США). Заслуженный работник культуры Российской Федерации (1998).

## Биография
Отец — Кузовлев Виталий Александрович, (1903, станция Адриановка Забайкальской ж.д. — 1982, Москва), инженер, педагог, автор популярного в пятидесятые годы учебника по технической термодинамике (5 изданий), переизданного в Германской Демократической Республике и Венгрии. Потомок дворянского рода Кузовлевых из Тульской губернии.
Мать — Кузовлева Валентина Ивановна (1909, Верея — 2002, Москва) — чертёжница, художник-плакатист. Дочь художника и реставратора И. И. Тарасова, близко знавшего Коровина, Переплётчикова, Грабаря, в реставрационной мастерской которого И. И. Тарасов проработал несколько лет.
Раннее детство Татьяны Кузовлевой пришлось на советско-финскую и Великую Отечественную войны. Активное формирование личности выпало на Хрущёвскую оттепель. После окончания школы зарабатывала стаж для поступления в институт учеником младшего редактора в техническом издательстве.
Первые публикации — с 1960 года — появились в газетах «Комсомольская правда», «Московский комсомолец», «Литературная газета», в журналах «Юность», «Молодая гвардия», «Октябрь», «Смена». В начале творческого пути была поддержана поэтами Михаилом Светловым и Борисом Слуцким.
Участница IV Всесоюзного совещания молодых писателей (1963).
Училась на историческом факультете Московского Государственного педагогического института (факультет истории на английском языке, 1964—1967), окончила Высшие литературные курсы при Литературном институте имени А. М. Горького (1971).
Впоследствии стихи печатались в «Новом Мире», «Знамени», «Дружбе народов», в газетах и журналах многих стран.
Переводила стихи национальных поэтов СССР, в том числе с казахского — Марфуги Айтхожиной и Акуштап Бактыгереевой, молодой ногайской поэтессы Кадрии Темирбулатовой, трагически погибшей в тридцатилетнем возрасте, а также несколько книг таджикской поэтессы Гулрухсор Сафиевой.
С конца 80-х была последовательной сторонницей обновления страны. В 1989 году вступила в «Апрель» — всесоюзную ассоциацию писателей в поддержку перестройки. В эти годы открыто выступала со своей позицией в печати («Товарищ, верь!», Литературная Россия, 1988), на общественных собраниях («Мужество писателя», пленум СП СССР, 1989; «Слово и совесть», собрание «Апреля», 1989) и на встрече московских писателей с президентом Б. Н. Ельциным в августе 1993 года.
В 1993 году подписала «Письмо сорока двух».
В том же 1993 организовала совместно с мужем, поэтом Владимиром Савельевым, литературный журнал Кольцо «А» в качестве органа Союза писателей Москвы. С момента выхода первого номера в течение 20 лет была главным редактором журнала. Его двадцатилетие было отмечено выходом в 2013 году однотомника «Со всеми остановками», в который вошли избранные из более девяноста номеров произведения прозы, поэзии, публицистики, фантастики, юмора, а также лучшие строки молодых лауреатов премии имени Риммы Казаковой «Начало». Однотомник предваряет предисловие Т. Кузовлевой «Краткая биография журнала».

## Творчество
О творчестве Татьяны Кузовлевой в разные годы писали:

Редко бывает, чтобы я был уверен в молодом поэте на сто процентов. Но сегодня я попрошу Кузовлеву оставить мне тетрадку её стихов, чтобы я мог порадовать ими своих товарищей. Глубокая мысль и настоящие ощущения — вот что привлекает меня в стихах Татьяны.
— Михаил Светлов, Газета «Московский литератор», 1962.

Метафора — вообще одна из нагляднейших примет поэзии Т.Кузовлевой, при этом она очень ёмка у неё. Это говорит о мастерстве молодой писательницы, о её серьёзной работе в литературе.
— Геннадий Красухин, Журнал «Москва», 1963.

«Моя татарочка Россия!» … стихи — 1962 года. Нужна была смелость — в ту пору — вот так обернуться из Будущего в Прошлое. Вместо «земшара» увидеть вокруг себя и в себе — «Россию». Вот так, в тени глобальной эстрады, — повернуть в «Русь»… И притом — вовсе не затем, чтобы, упершись в срубы, проклясть всечеловеков за русофобию, — а вот так просто и естественно слить воедино любовь и родину, пройдя по струнке меж дикими краями. Для такого поступка нужна была в ту пору изрядная смелость. Плюс тонкость. Плюс знание своей душевной задачи. И своей душевной силы. И слабости.
— Лев Аннинский.

Сознание гражданского достоинства нисколько не мешает Кузовлевой оставаться «женщиной слабой»… В этом очарование ее лирической героини. Лиричность без камерности, гражданственность без риторики — вот две ипостаси, из которых складывается поэзия Татьяны Кузовлевой.
— Юлия Друнина.

У Татьяны Кузовлевой, помимо мысли, любви, боли и прочих кирпичиков стихосложения, есть еще нечто, не поддающееся анализу. Ну как сформулировать дрожание зрачков и холодок в затылке?
— Леонид Жуховицкий, газета «Вечерняя Москва», 1997.

Выстрадано. Отсюда обаяние бесстрашного, хотя и целомудренно осторожного разговора о самом сокровенном, самом хрупком и дорогом.

Любовь понимается поэтом так многогранно, так высоко, так человечно и мужественно, что обязывает «взаперти держать свои потери». Сострадать людям, помогать им, откликаясь на каждый зов даже малой беды: «Моя забота — слушать и жалеть». Любовь к человеку, внимательная и действенная, совестливое и доброе отношение к нему встречаются вообще-то довольно редко. Это особый талант, и он есть у Татьяны Кузовлевой.
— Римма Казакова.

Она вошла в русскую поэзию, как в дом, предназначенный ей по праву наследования, завещанный ей
отечественной поэтической традицией и на всю жизнь ставший ей родным. …вместе с призванием Небеса
даруют поэту силы превозмочь всё и из бури и затишья, из света и мрака, из счастья и несчастья выплавить
Слово – то единственное, от которого бросает и в жар, и в озноб.— Александр Нежный.

## Награды и премии
- Почётная грамота Президиума Верховного Совета Казахской ССР (1980)
- Орден «Знак Почёта» (1984)
- Заслуженный работник культуры Российской Федерации (26 января 1998 года) — за заслуги в области культуры  и многолетнюю плодотворную работу[20]
- Премия журнала «Огонёк» (1986)
- Премия Союза писателей Москвы «Венец» (2000)
- Премия имени Анны Ахматовой журнала «Юность» (2008)

## Семья
- Муж — Савельев Владимир Семёнович (1934—1998), поэт, переводчик, прозаик. С 1992 по 1998 — первый секретарь Союза писателей Москвы.
- Дочь — Савельева Ольга Владимировна (род. 1965), поэт, переводчик, участница Всесоюзного совещания молодых писателей в 1984 году[21], член Союза писателей Москвы.
- Внук — Утехин Артемий Борисович (род. 1990), выпускник МГУ, программист.